# نوت روكني
قالب:Infobox college coach
نوت كينيث روكني (بالإنجليزية: Knute Rockne)‏ (/[invalid input: 'icon']kəˈnuːt/ kə-NOOT-'؛ 4 مارس، 1888 - 31 مارس 1931) كان لاعب كرة قدم أمريكية ومدربًا لها، في كلٍ من جامعة نوتردام. ويعتبر أحد أعظم المدربين في تاريخ كرة القدم الجامعية. ويُطلق عليه في سيرته الذاتية في قاعة مشاهير كرة القدم الجامعية «المدرب الأكثر شهرةً في تاريخ كرة القدم الأمريكية بدون أدنى شك.» وهو نرويجي أمريكي، وقد تلقى تعليمه في جامعة نوتردام في الكيمياء. وقد أضفى شعبية كبيرة على التمريرة الأمامية وجعل من نوتر دام عاملاً مؤثرًا في كرة القدم الأمريكية.

## فترة الطفولة
وُلد نوت روكني باسم نوت لارسين روكني في فوس، بالنرويج للحداد وصانع العربات لارس نوت روكني (1858-1912) وزوجته مارثا بيديرسداتير جيرمو (1859-1944). ولقد هاجر مع والديه وهو في سن الخامسة إلى شيكاغو. وقد شب في منطقة ميدان لوجان بشيكاغو، في الجانب الشمالي الغربي من المدينة. تعلم روكني لعب كرة القدم في الحي الذي كان يقطن به، ولاحقًا كان يقف في موقع النهاية في فريق محلي اسمه نمور ميدان لوجان (Logan Square Tigers). وقد انضم إلى مدرسة القسم الشمالي الغربي الثانوية في شيكاغو، ومارس بها كرة القدم، وكان يجري في ممرها كذلك.
وبعد أن تخرج روكني في المدرسة الثانوية، عمل كموزع بريد في مكتب بريد شيكاغو لمدة أربعة أعوام. وعندما أتم عامه 22، كان قد ادخر مالاً كافيًا لاستكمال دراسته. فتوجه إلى نوتر دام في إنديانا لاستكمال دراسته. تفوق روكني كلاعب نهاية في كرة القدم بالجامعة، وحصل على وسام فريق «أوول أمريكان» عام 1913. كما ساعد في تحويل اللعبة الجامعية إلى منافسة واحدة. في الأول من نوفمبر 1913، صعق فريق نوتر دام فريق آرمي (Army) بهزيمة مدوية 13-35 في مباراة جرت أحداثها في ويست بوينت (West Point). هاجم فريق نوتردام، الذي كان يقوده اللاعب الأساسي «جوس» دوريس ("Gus" Dorais)، فريق الطلاب العسكريين (Cadets) بهجوم تميز بالقوة المتوقعة للعب المبارة، وكذلك بالتمريرات الأمامية التي وجهها روكني إلى دورياس. لم تكن التمريرات الأمامية «اكتشافًا جديدًا» في هذه المباراة، لكنها كانت المرة الأولى التي يستخدم فيها فريق التمريرات الأمامية بصورة منتظمة خلال المباراة.
وقد تخرج في نوتردام عام 1914، حيث حصل على شهادة الصيدلة. وبعد التخرج، عمل كمساعد أمين مكتبة مع عالم كيمياء البوليمارات الشهير جوليوس آرثر نيولاند (Julius Arthur Nieuwland) في نوتردام، كما ساعد فريق كرة القدم هناك، لكنه رفض المضي قدمًا في العمل في المجال الكيميائي بعد أن تلقى عرضًا للعمل كمدرب كرة قدم.

## مدرب فريق نوتردام

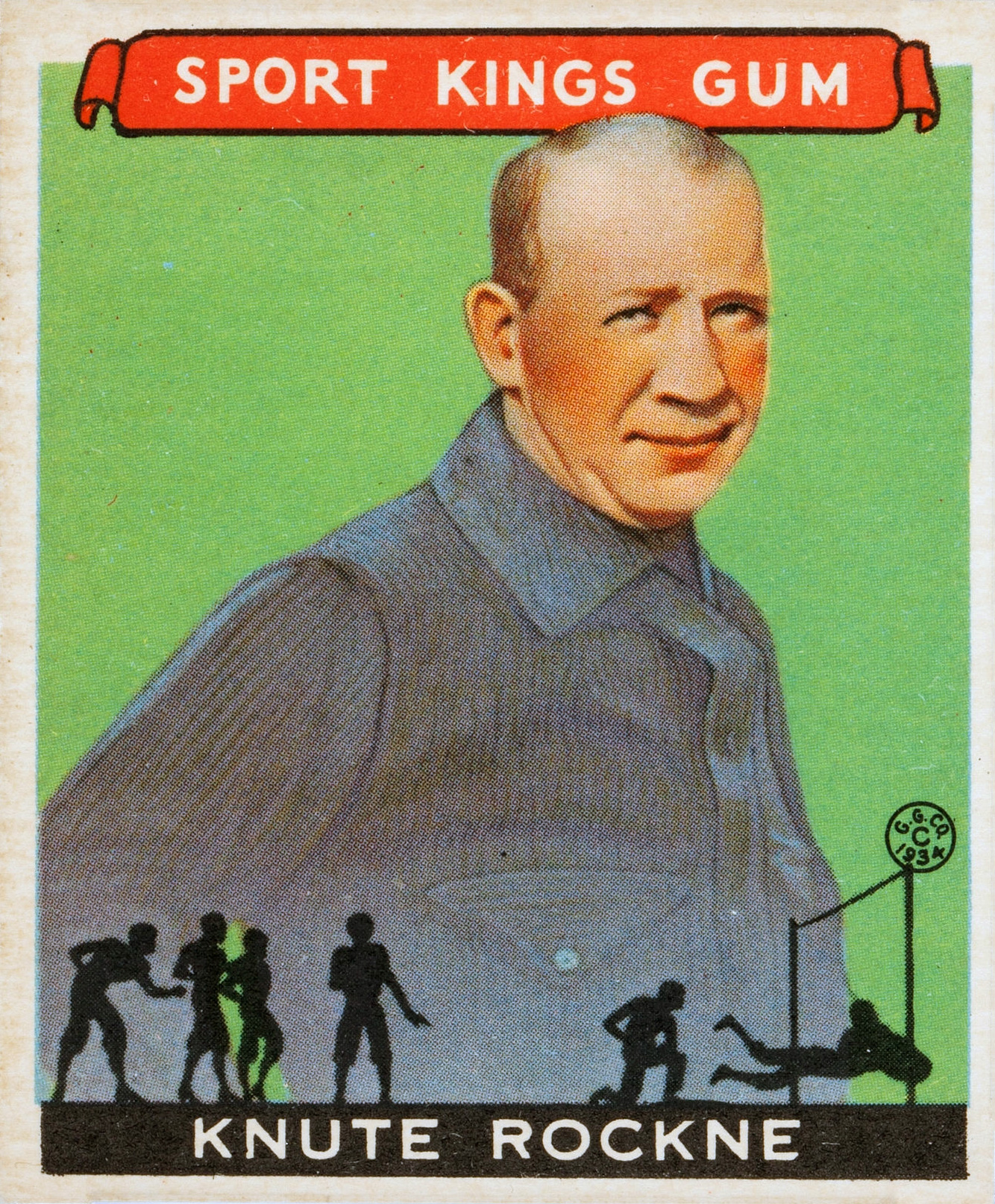
إلى اليسار

تم اقتباس جزء من هذا القسم من كتاب ماري سبيربير (Murray Sperber) بعنوان «اهتزاز البرق» (Shake Down The Thunder): تأسيس فريق نوتردام لكرة القدم (The Creation of Notre Dame Football).
وخلال الأعوام الثلاثة عشر التي قضاها روكني كمدرب أساسي، قاد الفريق «الأيرلندي القتالي» ليحصد ما وصل إلى 105 انتصارات، 12 هزيمة، وخمس مرات تعادل، بالإضافة إلى الفوز بالبطولات الوطنية لثلاث مرات، بما في ذلك خمس مواسم لم يهزم فيها ولم يحقق تعادلاً واحدًا. وقد حقق روكني أعلى نسبة نجاح في التاريخ (.881) بالنسبة إلى مدرب أمريكي للقسم الفرعي لكرة قدم الباول/فريق كرة القدم الجامعية القسم الأول. وقد تضمنت قائمة لاعبيه: جورج "جيبر" جيب (George 'Gipper' Gipp)، و«الفرسان الأربع (Four Horsemen)»: (هاري ستولدريهير (Harry Stuhldreher)، ودون ميللر (Don Miller)، وجيم كرولي (Jim Crowley)، وإلمر ليدين (Elmer Layden))، فضلاً عن فرانك توماس (Frank Thomas)، وفرانك ليهي (Frank Leahy)، وكيرلي لامبو (Curly Lambeau).
وقد ابتكر روكني «التبديل»، حيث استخدم الاصطفاف الخلفي على شكل حرف "T"، ثم التبديل السريع إلى شكل صندوق إلى اليمين أو اليسار حسب الاتجاه الذي تنطلق إليه الكرة. كما كان روكني من العبقرية بمكان حيث أدرك أن لكرة القدم الجامعية نصيبًا من عالم الأعمال. ومن ثَم، بذل مجهودًا كبيرًا للترويج لفريق نوتردام لكرة القدم، بحيث يحقق له النجاح المالي. وقد استخدم سحره الخاص لجذب أضواء الإعلام إليه، والتي لم تتجاوز وقتها الصحف والخدمات الهاتفية ومحطات الراديو وشبكاته، وذلك للإعلان عن فريق نوتردام لكرة القدم مجانًا وقد حقق نجاحًا منقطع النظير كرجل الملعب الجاذب للإعلانات، حيث أعلن عن منتجاتستودبيكر (Studebaker) التي تقع في ساوث بند، فضلاً عن المنتجات الأخرى.
وبالرغم من كل هذا النجاح الخارق، إلا أن روكني قد ارتكب ما أطلق عليه كتاب جريدة أسوشيتد برس (Associated Press) «أكبر خطأ فادح في التاريخ.» إذ بدلاً من تدريب فريقه الذي أسسه منذ عام 1926 لمواجهة كارنجي تك (Carnegie Tech)، سافر روكني إلى شيكاغو ليحضر مباراة بين مباراة بين الجيش والأسطول، من أجل «أن يكتب مقالاً صحفيًا عنها، بالإضافة إلى اقتناص فرصة للعب مع فريق أوول أمريكا لكرة القدم.» وقد استغل فريق كارنجي تيك غياب المدرب كحافز لتحقيق فوز ساحق بنتيجة 19-0؛ الأمر الذي أصاب الفريق الأيرلندي بالإحباط وربما كان السبب في خسارتهم فرصة غالية للفوز باللقب الوطني.
وفي العاشر من نوفمبر، 1928، عندما خسر فريق «المقاتلين الأيرلنديين» أمام آرمس بنتيجة 6-0 في نهاية الشوط الأول، دخل روكني غرفة الملابس وأخبر الفريق كلماتٍ سمعها من اللاعب جيب عندما كان على فراش الموت في 1920: «يجب عليّ الذهاب، يا روك. لا بأس بذلك. فلست خائفًا. ففي وقتٍ ما، يا روك، حينما يكون الفريق معارضًا بعضه بعضًا، وعندما يحدث ما يسوء ويدب الخلاف بين الصبية، أخبرهم بأن يبذلوا ما في وسعهم وأن ينتزعوا الفوز من أجل جيبر فحسب. أنا لا أعلم أين سأكون وقتها، يا روك. لكني سأعلم بهذا الأمر، وسأكون سعيدًا لذلك.» وقد حمست هذه الكلمات أفراد الفريق، الذي تفوق على فريق آرمي في الشوط الثاني وحقق نتيجة 12-6.

## تحطم الطائرة
لقي روكني مصرعه في تحطم طائرة في كانساس في 31 من مارس عام 1931، عندما كان في طريقه للمشاركة في إنتاج الفيلم روح نوتردام (The Spirit of Notre Dame). فبعد فترة وجيزة من الإقلاع من مدينة كانساس، حيث توقف لزيارة ابنيه، بيل ونوت جي آر، اللذين كانا في مدرسة داخلية هناك في مدرسة بيمبروك كانتري داي (Pembroke-Country Day School)، انفصل أحد جناحي الطائرة فوكر ترايموتور (Fokker Trimotor) أثناء الرحلة. ثم تحطمت الطائرة في حقل قمح بالقرب من بازار، كانساس، حيث لقي روكني وسبعة آخرون مصرعهم. وقد أعرب الرئيس هيربرت هوفر (Herbert Hoover) عن موت روكني «بالكارثة القومية». وقد أرسل الملك هاكون السابع (Haakon VII) ملك النرويج، مبعوثًا خاصًا لحضور جنازة روكني.
وفي المنطقة التي تحطمت بها الطائرة، تم إنشاء نصب تذكاري للضحايا، يحيط به سور سلكي مدعم بقوائم خشبية، وقد رممه منذ سنوات عديدة جيمس إيستر هيتمان (James Easter Heathman)، الذي كان من أوائل من وصل إلى موقع المأسآة وهو في سن الثالثة عشرة عام 1931.
وقد دفن روكني في مقبرة هايلاند فيساوث بند.

## الإرث

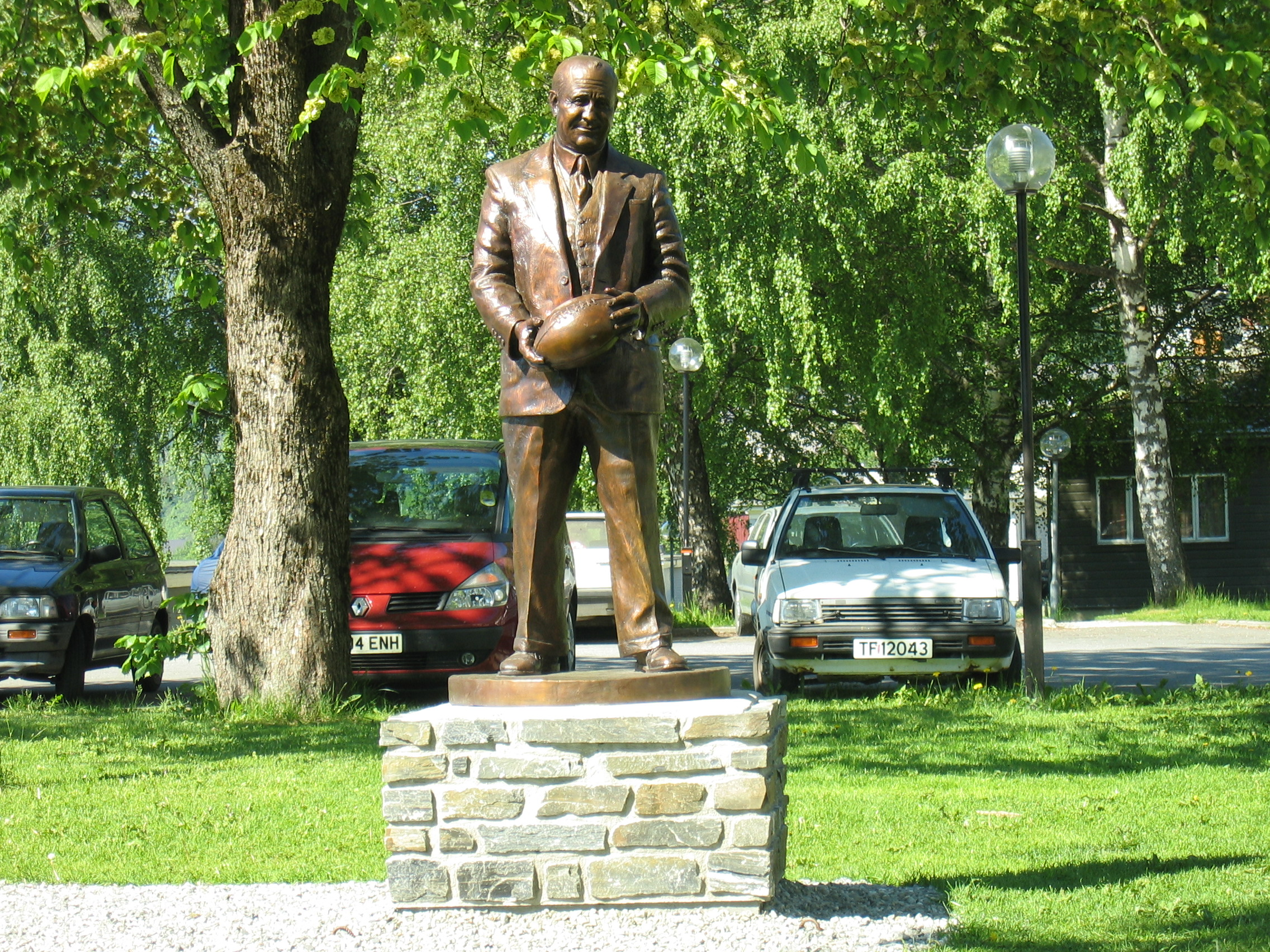
تمثال برونزي لنوت روكني في فوس، بالنرويج.

ولم يكن روكني أول مدرب يستخدم التمريرة الأمامية، لكنه ساعد كثيرًا في زيادة جمهورها على مستوى الدولة. إذ يتفق غالبية مؤرخي كرة القدم على أنه قبل وصول روكني إلى نوتر دام، لم يستخدم الهجمات التمريرية من المدارس إلا القليل، من بينها جامعة سانت لويس (برعاية المدرب إيدي كوتشيمس (Eddie Cochems)). إلا أن الغالبية العظمى من الهجمات التمريرة قد تكونت فقط من رميات وتمريرات منخفضة قصيرة إلى لاعبي الاستقبال الثابتين. بالإضافة إلى ذلك، لم يستخدم التمريرة في ذلك الوقت من غالبية الفرق الشرقية الكبرى التي كونت القوة المركزية لكرة القدم الجامعية في ذلك الوقت إلا القليل. وفي صيف 1913، وبينما كان حارس أمن في شاطئ سيدار بوينت في سادناسكي، بأوهايو، عمل روكني مع زميله في الجامعة ورفيقه في الغرفة، جوس دوريس على تطوير آليات التطوير. وقد وظفا هذه الجهود في المباريات التي لعباها في فريق نوتردام عام 1913 والفرق اللاحقة التي دربها روكني وهاربر، واستخدما الخصائص العديدة التي تميز بها التمرير الحديث، بما في ذلك أن يقذف لاعب التمرير الكرة لأعلى وأن يجري اللاعب المستقبل مع الكرة ويلتقطها في خطوة سريعة. وفي ذلك الخريف، أحبط نوتردام فريق آرمي بهزيمة ساحقة 13-35، في ويست بوينت بفضل وابل التمريرات الأرضية الطويلة التي وجهها دوريس إلى روكني. وقد لعبت المباراة دورًا كبيرًا في عرض قدرات التمريرة الأمامية و«الهجوم المفتوح»، وأقنعت الكثير من المدربين بإضافة التمريرات إلى كتب اللعب. وقد جُسدت المباراة سينيمائيًا في الفيلم الخط الرمادي الطويل (The Long Gray Line).

## النصب التذكاري

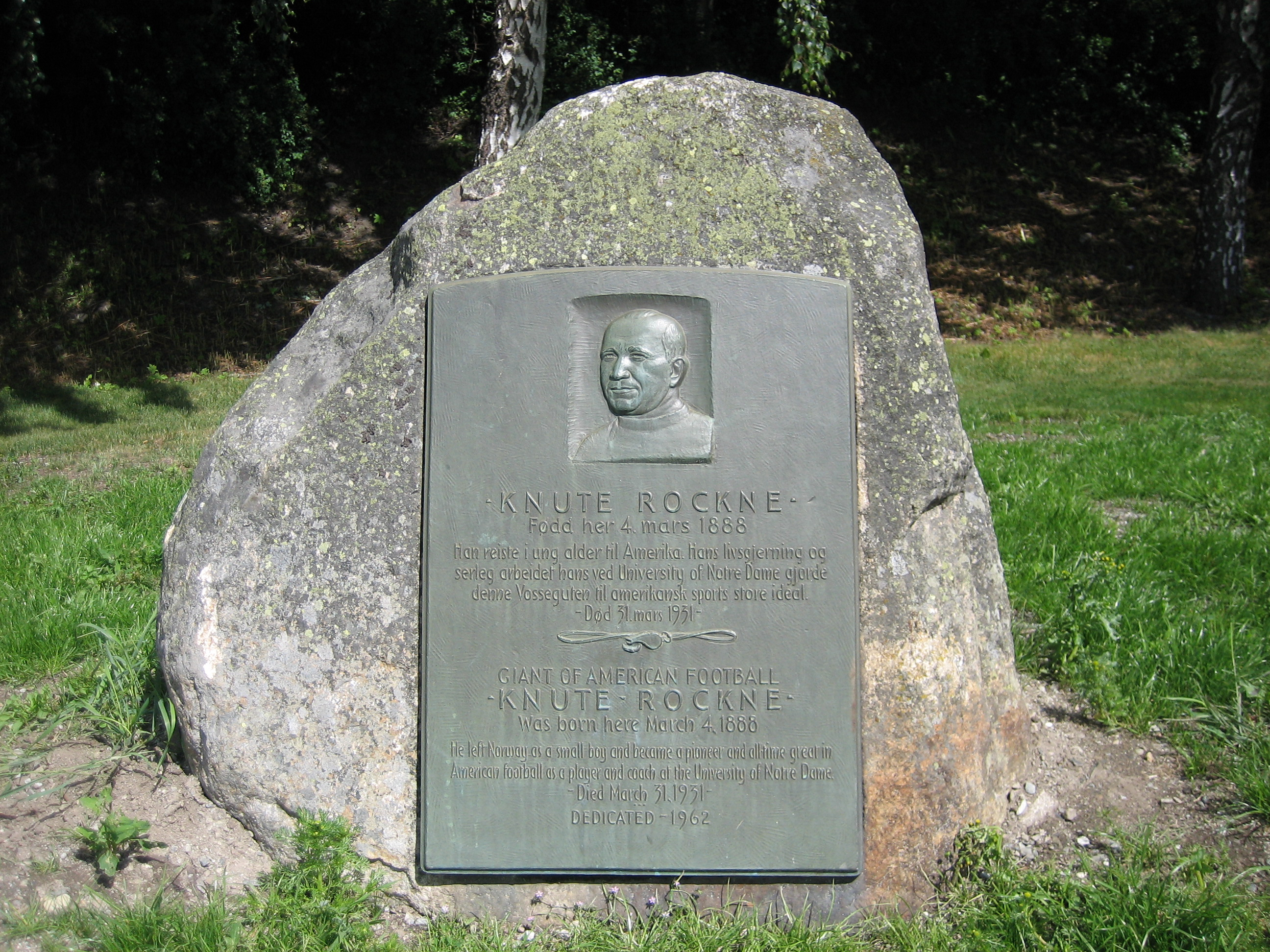
لوحة تذكارية لنوت روكني في مسقط رأسه فوس، النرويج

- أسست نوتردام نصبًا تذكاريًا في المبنى التذكاري لنوت رومني، وهو مرفق رياضي تم بناؤه عام 1937، بالإضافة إلى ستاد كرة قدم أساسي.[11]
- ويظهر اسمه في شوارع ساوث بند في ستيفنسيل، ميتشجان (حيث يوجد المنزل الصيفي لنوت) ومركز تجاري سياحي في طريق إنديانا تول.
- مركز ماتفيلد جرين التجاري السياحي ماتفيلد جرين في كانساس تيرنبايك، بالقرب من بازار، على نصب تذكاري له.
- في مدرسة آلينتاون الكاثوليكية المركزية الثانوية في آلينتاون، بنسلفانيا المخصصة للألعاب الرياضية، صالة روكني، تخليدًا لنوت روكني.

في *تايلورفيل، إلينوي، تم إطلاق اسم «طريق نوت روكني» على شارع بجانب ملعب كرة القدم.
- وقد سُميت مدينة روكني، تكساس تخليدًا لذكراه. في عام 1931، تمت إتاحة الفرصة لأطفال مدرسة القلب المقدس لاختيار اسم لمدينتهم. إذ أجريت انتخابات، واشترك فيها الأطفال لإطلاق اسم روكني على المدينة، الذي لقي مصرعه في حادث طائرة في بداية ذلك العام. وفي العاشر من مارس عام 1988، افتتحت مدينة روكني مكتب بريد ليوم واحد، أُصدر فيه طابع بريد تذكاري بقيمة 22 سنت لنوت روكني. وقد تم كشف النقاب عن تمثال نصفي بالحجم الطبيعي لروكني في مارس، 2006.

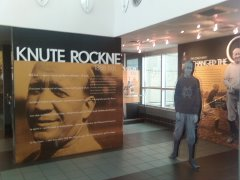
النصب التذكاري لنوت روكني في كانساس تيرنبايك.

- وقد طرحت شركة السيارات ستودبيكر الموجودة في ساوث بند، في الأسواق السيارة روكني ما بين 1931 و1933. وقد كانت خط إنتاج منفصلاً لستودبيكر وكانت أرخص من الإنتاج المنفصل.
- كما ألّف مؤلف السيمفونيات ريد جروف (Ferde Grofe) مجموعة موسيقية تخليدًا لذكرى نوت روكني بعد موت المدرب بفترة قليلة.
- وفي عام 1940، جسّد الممثل بات أوبرين (Pat O'Brien) شخصية روكني في الفيلم الذي أنتجته شركة وارنر برازرز (Warner Brothers)، نوت روكني، الأمريكي الخالص (Knute Rockne, All American) الذي استخدم روكني فيه عبارة «حققوا الفوز لمرة واحدة من أجل جريبر» إشارةً إلى الطلب الذي قدمه له جورج جيب، وهو على فراش الموت، والذي لعب دوره رونالد ريجان (Ronald Reagan).
- تم تكريم روكني في قاعة مشاهير كرة القدم الجامعية في 1951 كعضو مؤسس وفي قاعة مشاهير كرة القدم في أنديانا.
- وفي عام 1988، خلّدت خدمة بريد الولايات المتحدة ذكرى روكني بإصدار طابع بريدي.[12] وقد ألقى الرئيس رونالد ريجان، الذي لعب دور جورج جيب في الفيلم «نوت روكني، الأمريكي الخالص»، خطابًا في المركز الرياضي وقاعة الاجتماعات في جامعة نوتردام في 9 مارس، 1988، وكشف النقاب رسميًا لأول مرة عن طابع روكني البريدي.
- وقد بدأ عرض سيرة ذاتية موسيقية لروكني في مانستر، إنديانا، في الثالث من إبريل عام 2008. وقد تم اقتباس العرض الموسيقي من المسرحية والحلقات المسلسلة القصيرة التي كتبها بادي فارمر (Buddy Farmer).[13]

## الحياة الشخصية
تزوج روكني من بوني جويندولين سكايليز (Bonnie Gwendoline Skiles) (18 ديسمبر، 1819 - 2 يونيو 1956)، ابنة جورج سكايليز (George Skiles) وهولدا دراي (Huldah Dry). وقد انجبا أربعة أطفال. وقد غيّر مذهبه الديني من اللوثري إلى المذهب الرومي الكاثوليكي عام 1923.

## كتابات أخرى
- Sherry C. M. Lindquist. "Memorializing Knute Rockne at the University of Notre Dame: Collegiate Gothic Architecture and Institutional Identity," Winterthur Portfolio (Spring 2012), 46#1 pp 1–24. DOI: 10.1086/665045
- Ray Robinson, Rockne of Notre Dame: The Making of a Football Legend (1999)
- Murray Sperber, Shake Down the Thunder: The Creation of Notre Dame Football (1993)
- Norsk Biografisk leksikon (NBL)

## وصلات خارجية
- نوت روكني على موقع IMDb (الإنجليزية)
- نوت روكني على موقع الموسوعة البريطانية (الإنجليزية)
- نوت روكني على موقع إن إن دي بي (الإنجليزية)

- الموقع الرسمي
—hosted by CMG Worldwide, and endorsed by Rockne grandson Nils Rockne